# Isabella, contessa di Menteith
Isabella, contessa di Menteith (circa 1215 – circa 1270), è stata una nobile scozzese.

## Biografia
Isabella apparteneva all'importante famiglia di feudatari scozzesi dei conti di Menteith, ed ereditò il titolo in quanto figlia primogenita (o comunque parente stretta) di Murdoch II, conte di Menteith. Sposò attorno al 1232 in prime nozze Walter Comyn, importante uomo politico del periodo, appartenente al clan Comyn in ascesa. I due ebbero forse un figlio di nome Henry Comyn, il cui nome compare in un documento del periodo, ma che dovette morire abbastanza giovane a causa della mancanza di menzioni successive.
L'improvvisa morte di Walter Comyn nel 1258, schiacciato dal proprio cavallo, lasciò Isabella in posizione isolata all'interno della politica scozzese. Presto si inimicò il clan Comyn sposando in seconde nozze nel 1259 un cavaliere inglese, sir John Russell, e il nipote John Comyn, I signore di Badenoch cominciò a reclamare per sé la contea di Menteith. John Comyn con un colpo di mano armato s'impossessò della contea di Menteith ed imprigionò la zia e il suo secondo marito, obbligandoli a cedergli i titoli (per questo mai riconosciutigli) e mandandoli in esilio sul continente grazie all'accusa di aver avvelenato Walter Comyn.
Isabella e il marito si recarono allora a Roma e presentarono il proprio caso a papa Urbano IV, che inviò un proprio legato a York per indagare; tuttavia, per evitare tensioni con re Alessandro III di Scozia, il pontefice decise infine di annullare il procedimento. Non è noto se i due tornarono in Scozia, poiché entrambi morirono attorno al 1270, ma la loro unica figlia Isabel Russell rientrò nel paese natio e sposò William Comyn, figlio di John Comyn, nella speranza di risolvere la diatriba tra le due famiglie, che si trascinò per anni in una causa legale esaminata dal parlamento scozzese. La contea di Menteith venne infine acquisita dal clan Stewart, il cui membro Walter Bailloch Stewart aveva sposato Mary di Menteith, sorella minore di Isabella.